# Margeir Pétursson

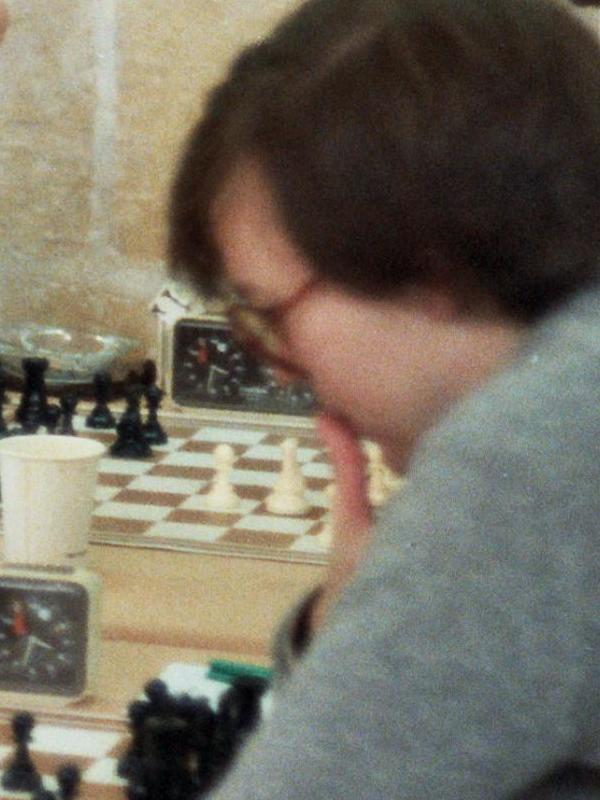
Margeir Pétursson (1980)

Margeir Pétursson (Reykjavík, 15 februari 1960) is een IJslandse schaker. Hij is een FIDE grootmeester. In 1985 won hij het grote toernooi te Hastings. In 1987 en 1988 was hij kampioen van IJsland. In 1996 speelde hij mee in het "Arnold J Eikrem Memorial" met 66 deelnemers en eindigde daar op een gedeelde eerste plaats. In 2000 speelde hij in het Chess@Iceland toernooi en werd derde achter Garri Kasparov en Viswanathan Anand en in het Reykjavik rapid schaak toernooi in 2004 eindigde hij op de dertiende plaats, Levon Aronian werd eerste.
| 8 | rd                    | nd | bd |    |    | rd | kd |    |
| 7 | pd                    | pd |    |    |    | pd | pd |    |
| 6 |                       |    | pd |    |    | qd |    | pd |
| 5 |                       |    |    | pd |    |    |    |    |
| 4 |                       |    |    | pl |    |    |    |    |
| 3 | pl                    |    | ql |    | pl | nl |    |    |
| 2 |                       | pl |    |    |    | pl | pl | pl |
| 1 | rl                    |    |    |    | kl | bl |    | rl |
|   | a                     | b  | c  | d  | e  | f  | g  | h  |
|   | Karpman ½ Pétursson ½ |    |    |    |    |    |    |    |

In 1989 speelde Karpman een remise tegen Margeir in Moskou; schaakopening Nimzo-Indisch
Eco-code E 35:

1.d4 Pf6 2.c4 e6 3.Pc3 Lb4 4.Dc2 d5 5.cd ed 6.Lg5 h6 7.Lf6 Df6 8.a3 Lc3 9.Dc3 0-0 10.e3 c6 11.Pf3 (1/2) en elke zet gaat volgens de theorie...
Margeir opent meestal met de zet 1.d4 waarna een Indische partij ontstaat. Hij opent ook wel met 1.c4 met de schaakopening Engels. Heeft hij zwart, dan antwoordt hij op 1.e4 met 1...c5, dus met het Siciliaans en na 1.d4 volgen vaak partijen in het Dame-Indisch, in het Slavisch of in de Tarrasch opening.